# Vereinigung für Allgemeine und Angewandte Mikrobiologie
Die Vereinigung für Allgemeine und Angewandte Mikrobiologie (VAAM) fördert den wissenschaftlichen Informationsaustausch und die Zusammenarbeit ihrer Mitglieder, mit dem Ziel, Forschungsergebnisse der Mikrobiologie zum Wohl der Gesellschaft und der Umwelt umzusetzen. Hierzu wurde unter anderem ein Schüler- und Studentenwettbewerb um die Mikrobe des Jahres ins Leben gerufen.

## Organisation
In dem Verein sind etwa 3500 mikrobiologisch orientierte Wissenschaftler zusammengeschlossen.

### Fachgruppen
Die VAAM gliedert sich in mehrere Fachgruppen, die gemäß den Mitgliederwünschen gebildet werden und eigene Symposien oder Workshops abhalten. Die VAAM unterteilt sich in folgende Fachgruppen:
- Wasser und Abwasser
- Identifizierung und Systematik
- Diagnostik und Qualitätssicherung
- Umweltmikrobiologie
- Biologie bakterieller Naturstoffproduzenten
- Biologie und Biotechnologie der Pilze
- Archaea
- Mikrobielle Zellbiologie
- Biotransformationen
- Mikrobiom
- Funktionelle Genomik und Bioinformatik
- Lebensmittelmikrobiologie
- Mikrobielle Pathogenität
- Mikrobielle Viren
- Regulation und Signaltransduktion in Prokaryoten
- Symbiotische Interaktionen
- Cyanobakterien
- Weltraummikrobiologie

### Wissensaustausch
Der Austausch dieser Ergebnisse findet entweder in Tagungen, wie der im Frühjahr abgehaltenen Jahrestagung, oder in Konferenzen, die von den Fachgruppen zu speziellen mikrobiologischen Themen veranstaltet werden, statt. Außerdem erscheint die Fach- und Mitgliederzeitschrift BIOspektrum, die in Zusammenarbeit mit der Gesellschaft für Biochemie und Molekularbiologie, der Gesellschaft für Genetik sowie der Deutschen Gesellschaft für experimentelle und klinische Pharmakologie und Toxikologie siebenmal jährlich herausgegeben wird.

### Mitgliedschaft in Dachorganisationen
Der Verein ist Mitglied im Deutschen Nationalkomitee Biologie, das die Interessen der Biowissenschaftler in den internationalen Organisationen vertritt. Außerdem ist sie Mitglied im Verband Biologie, Biowissenschaften und Biomedizin in Deutschland, der sich für die Biowissenschaften in Deutschland einsetzt.

## Forschungspreis
Der Forschungspreis wird für herausragende aktuelle Forschungsarbeiten auf dem Gebiet der Mikrobiologie vergeben. Dabei sollen die überwiegenden Arbeiten in Deutschland durchgeführt worden sein, der Preisträger muss nicht deutscher Herkunft sein. Der Beurteilungszeitraum ist in der Regel die letzten Jahre vor der Preisvergabe. Der Preis wird mit 10.000 € dotiert.
Der Forschungspreis wird jährlich im Rahmen der Jahrestagung der VAAM vergeben. Die Verleihung des Forschungspreises fand erstmals am 10. März 2008 statt.